# Salgadinhos Lay's Wow
O salgadinho Lay's Wow eram batatas chips sem gordura produzidas pela Frito-Lay contendo Olestra . Eles foram introduzidos pela primeira vez em 1998 e eram comercializados usando as marcas Lay's, Ruffles, Doritos e Tostitos . Embora no começo populares, registrando vendas de US$ 400 milhões em seu primeiro ano, eles caíram para US$ 200 milhões em 2000, já que o Olestra dentro das batatas causou "cólicas abdominais, diarreia, incontinência fecal, e outros sintomas gastrointestinais" em alguns clientes. Avisos tiveram que ser incluídos na embalagem, com a embalagem da batata Lay's WOW trazendo um aviso que dizia: "Este produto contém Olestra. Olestra pode causar cólicas abdominais e fezes soltas, e também inibe a absorção de algumas vitaminas e outros nutrientes. As vitaminas A, D, E e K foram adicionadas." Estudos patrocinados pelo fabricante de Olestra, Procter & Gamble, contradiziam muitos dos relatos anedóticos de sintomas digestivos, mas não aumentaram a aceitação pública de produtos que continham Olestra.
A Frito-Lay acabou renomeando as batatas Lay's WOW para "Light". Todavia, os produtos foram descontinuados em 2016.